# Kramat Luar
Kramat Luar is een bestuurslaag in het regentschap Pidie van de provincie Atjeh, Indonesië. Kramat Luar telt 2598 inwoners (volkstelling 2010).